# GMCL1
GMCL1‏ (Germ cell-less, spermatogenesis associated 1) هوَ بروتين يُشَفر بواسطة جين GMCL1 في الإنسان.